# Undløse
Undløse is een plaats in de Deense regio Seeland, gemeente Holbæk, en telt 1131 inwoners (2008).